# Arcadiana

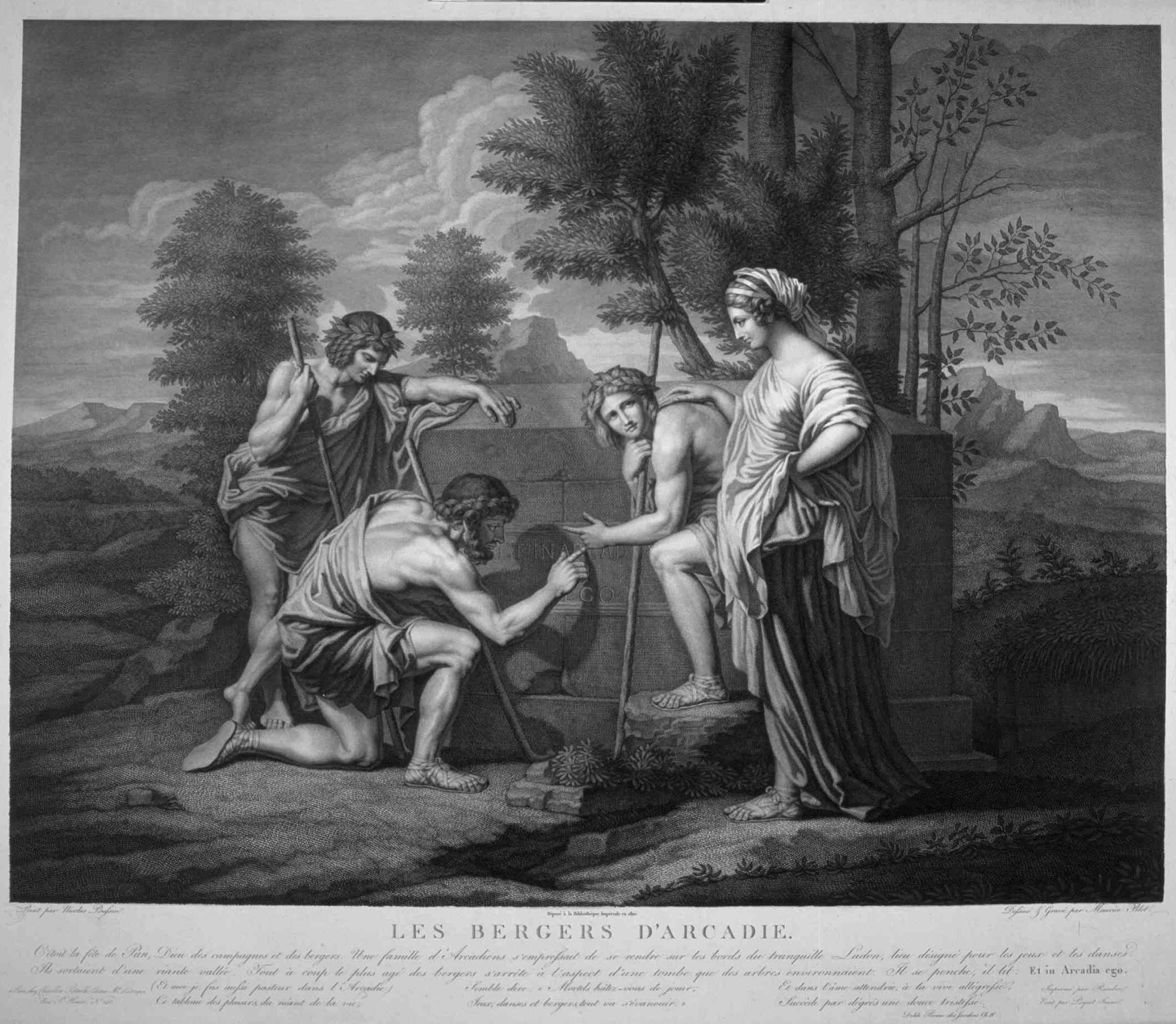
Zwartwitfoto van schilderij van Poussin waarop tekst te lezen is bij de twee wijzende handen

Arcadiana (opus 12) is een compositie van Thomas Adès.
Adès schreef het werk op verzoek van het strijkkwartet Endellion Quartet onder een financiële bijdrage van de Holst Foundation, vernoemd naar componist Gustav Holst.
Met die laatste heeft de muziek weinig uitstaan. Het is typisch een werk uit de jaren negentig uit de Hedendaagse muziek. Het strijkkwartet kent zeven secties, die zonder pauzes tussen de sectie wordt uitgevoerd. Adès schreef een idyllisch werk met aandacht voor hetgeen verdween en verdwijnt, de titel verwijst naar Arcadië. Adès verwekte diverse terugblikken op de lange geschiedenis van de klassieke muziek. Daartegenover staan veel tempowisselingen en verschuivingen binnen de ritmische structuur. Adres verwijst naar andere al dan niet muzikale composities. Das klinget voert terug op Die Zauberflöte van Wolfgang Amadeus Mozart, Auf dem Wasser op een lied van Franz Schubert. Et gaat terug op het schilderij Et in Arcadia ego van Nicolas Poussin, Arcadiana (zoals Arcadië) wordt in dat schilderij aangehaald op de sarcofaag. L’embarquement op L’embarquement pour Cythere van Jean-Antoine Watteau.
Delen:
1. Venezia nottura
2. Das klingets o herrlich, das klingets o schön
3. Auf dem Wasser zu singen
4. Et (tango mortale)
5. L’embarquement
6. O, Albion
7. Lethe

Genoemd kwartet gaf de wereldpremière op 16 november 1994 en nam Arcadiana in 1997 op voor het platenlabel EMI Music; dat het bundelde met ander vroeg werk van Adès. Daarna kwamen regelmatig nieuwe opnamen beschikbaar waaronder ook op kwaliteitslabel ECM Records, waarbij het vergeleken kon worden met werk van tijdgenoten als Per Norgård, die trouwens dit Arcadiana bewonderde, en Hans Abrahamsen. Arcadiana bleef ook haar weg naar de podia vinden; het wordt in de jaren twintig van de 21 eeuw regelmatig uitgevoerd. Voor O Albion maakte Adès nog een arrangement voor strijkorkest. 